# (100570) 1997 HU1
(100570) 1997 HU1 es un asteroide perteneciente al cinturón de asteroides, descubierto el 28 de abril de 1997 por el equipo del Spacewatch desde el Observatorio Nacional de Kitt Peak, Arizona, Estados Unidos.

## Designación y nombre
Designado provisionalmente como 1997 HU1.

## Características orbitales
1997 HU1 está situado a una distancia media del Sol de 2,544 ua, pudiendo alejarse hasta 2,866 ua y acercarse hasta 2,222 ua. Su excentricidad es 0,126 y la inclinación orbital 0,382 grados. Emplea 1482,76 días en completar una órbita alrededor del Sol.
El próximo acercamiento a la órbita terrestre se producirá el 18 de diciembre de 2113.

## Características físicas
La magnitud absoluta de 1997 HU1 es 16,1.